# Васильев, Александр Георгиевич (композитор)
Александр Георгиевич Васильев (1948—2012) — советский и российский композитор и педагог; академик Чувашской национальной академии наук и искусств.
Среди многих работ композитора — музыкальные поэмы, симфонические увертюры, пьесы, циклы, сонаты для фортепиано и других инструментов, ансамблей, камерного оркестра, а также оперы. Его произведения исполнялись в Москве, Вильнюсе, Минске, а также в Италии, Германии, Чехословакии, Венгрии, Бельгии, Франции.
Заслуженный деятель искусств Чувашской АССР (1981), Заслуженный деятель искусств Российской Федерации (2008).

## Биография
Родился 9 января 1948 года в селе Турмыши Янтиковского района. Его отец Георгий Васильевич руководил колхозным народным хором, поэтому Александр научился играть на гармошке, а позже отец купил ему баян.
По окончании Турмышской восьмилетней школы, в 1963 году поступил в Чебоксарское музыкальное училище имени Ф. П. Павлова (класс композиции В. А. Ходяшева), где уже начал сочинять свои первые произведения. В 1967 году поступил в Москве в Государственный музыкально-педагогический институт им. Гнесиных (ныне Российская академия музыки имени Гнесиных), представив приемной комиссии свои произведения — трёхчастную Сонату для фортепьяно и четырёхчастную Симфониетту для струнного оркестра. В Гнесинке учился в классе композиции профессора Г. И. Литинского.
Закончив учёбу в Москве, Александр Васильев вернулся в Чувашию. В возрасте 34 лет он был избран председателем правления Союза композиторов Чувашской Республики и находился в этой должности бессменно с 1982 по 1998 год. Являлся членом Союза композиторов СССР с 1972 года. С 1974 года работал преподавателем Чебоксарского музыкального училища. С 1995 преподавал композицию и теоретические дисциплины на кафедре искусств Чувашского государственного университета, доцент. В числе его учеников — композиторы Н. Н. Казаков, Л. В. Чекушкина и другие.
Умер 7 декабря 2012 года в Чебоксарах. По завещанию похоронен в родном селе Турмыши.

## Заслуги
- Заслуженный деятель искусств Чувашской АССР (1981), Заслуженный деятель искусств Российской Федерации (2008).
- Лауреат премии комсомола Чувашии им. М. Сеспеля (1982), лауреат Государственной премии Чувашской Республики в области литературы и искусства (1997), лауреат Государственной премии Чувашской Республики (1997, за концерт для хора и солистов «Поклонение Земле и Предкам»).